# Tunten lügen nicht
Pour plus de détails, voir Fiche technique et Distribution.
Tunten lügen nicht, ou Les tantouzes ne mentent pas en français, est un film documentaire de Rosa von Praunheim réalisé en 2002.

## Synopsis
Dans une alternance d'images archives personelles et d'interviews, le réalisateur Rosa von Praunheim donne la parole à BeV StroganoV, Ovo Maltine, Ichgola Androgyn et Tima die Göttliche, quatre Polit-Tunten très actives dans le milieu queer berlinois des années 1980-1990. Elles parlent entre autres de leur rapport à la vie en communauté, à l'amour, à la scène, au travestissement, mais aussi de leur engagement politique dans la lutte contre le VIH/sida, l'homophobie, l'extrême droite et le racisme, et de la reconnaissance des droits des travailleuses du sexe et des personnes queer.

## Fiche technique
- Titre original : Tunten lügen nicht
- Réalisation : Rosa von Praunheim
- Scénario : Rosa von Praunheim
- Durée : 90 minutes
- Société de production : Filmproduktion (Berlin)
- Co-production : Norddeutscher Rundfunk (NDR) (Hamburg)
- Caméra : Lorenz Haarmann
- Montage : Mike Shephard
- Date de sortie : 2002

## Distribution
- Bev Stroganov
- Ichgola Androgyn
- Ovo Maltine
- Tima die Göttliche
- Charlotte von Mahlsdorf